# Thomas Joseph Danehy
Thomas Joseph Danehy MM (* 19. Mai 1914 in Fort Wayne, Indiana; † 9. Oktober 1959 in Lima, Peru) war ein US-amerikanischer römisch-katholischer Ordensgeistlicher und Apostolischer Administrator von Pando in Bolivien.

## Leben
Thomas Joseph Danehy besuchte die Grundschule in Fort Wayne sowie später für drei Jahre das Kleine Seminar Sacred Heart in Detroit und danach für zwei Jahre das St. Joseph’s College in Collegeville. Später begann er als Seminarist des Bistums Fort Wayne ein Studium der Philosophie am Priesterseminar St. Gregory in Cincinnati. Im September 1934 trat Danehy der Ordensgemeinschaft der Maryknoll-Missionsorden bei. Anschließend studierte er an der ordenseigenen Hochschule Philosophie und Katholische Theologie. Am 17. September 1939 empfing er durch Generalsuperior des Maryknoll-Missionsordens, Bischof James Edward Walsh MM, das Sakrament der Priesterweihe. Nach weiterführenden Studien erwarb er 1940 an der Katholischen Universität von Amerika in Washington, D.C. einen Master of Arts. Danach lehrte er am Venard Seminary des Maryknoll-Missionsordens, bevor er 1942 als Missionar nach Bolivien entsandt wurde.
Am 15. Juni 1948 ernannte ihn Papst Pius XII. zum Apostolischen Administrator von Pando und am 27. November 1952 zudem zum Titularbischof von Bita. Der Apostolische Nuntius in Bolivien, Erzbischof Sergio Pignedoli, spendete ihm am 22. April 1953 in der Kirche Holy Innocents in Manitowoc die Bischofsweihe; Mitkonsekratoren waren der Bischof von Green Bay, Stanislaus Vincent Bona, und der Weihbischof in Fort Wayne, Leo Aloysius Pursley.
Danehy starb im Oktober 1959 im Alter von 45 Jahren in einem Krankenhaus in Lima und wurde auf einem dortigen Friedhof beigesetzt. 1961 wurden seine sterblichen Überreste nach Riberalta umgebettet.